# Marrabenta
La marrabenta est une musique et une danse urbaine populaire du Mozambique. Elle nait dans le sud du Mozambique, notamment dans le quartier Mafalala de Maputo dans les années 1930, avec des artistes comme Fany Mpfumo et Dilon Djindji qui en font une musique dansante et contestataire. La marrabenta s'inspire des musiques folkloriques mozambicaines et des rythmes plus modernes d'Afrique du Sud.

## Étymologie
Le nom « marrabenta » est un dérivé du mot portugais « rebentar » (arrebentar dans la langue vernaculaire) qui veut dire « casser ». Plusieurs explications sont avancées pour le choix du nom : instruments de mauvaise qualité qui cassaient à chaque concert, rythmes très saccadés... Dans un premier temps, les musiciens jouaient de l'arrabenta mais au fil du temps le nom de marrabenta est devenu plus populaire et continu à être utilisé aujourd'hui.

## Musique
La musique est influencée par divers rythmes traditionnels tels que le magika, le xingombela et le zukuta, et par la culture occidentale.

## Danse
D'après Dilon Djindji, l'attribut le plus distinctif du marrabenta est le style de danse. La danse est vive et bondissante et possède des pas et un style caractéristiques.

## Quelques artistes de marrabenta
- Gito Baloi
- Ghorwane